# ケン・サロ＝ウィワ
ケヌレ(ケン)・ビーソン・サロ＝ウィワ (Kenule Beeson Saro-Wiwa, 1941年10月10日 - 1995年11月10日) は、ナイジェリア出身の作家、テレビプロデューサー、環境活動家。2001年に伝記 In the Shadow of a Saint が息子でジャーナリストのケン・ウィワにより書かれている。娘は映画監督、美術ジャーナリストのジーナ・サロ＝ウィワ。

## 略歴
サロ＝ウィワは1950年代から原油の採掘が始まったニジェール・デルタの先住民の1つである少数民族オゴニの出身で、現在のリバーズ州南部オゴニランドのボリで生まれた。オゴニ民族生存運動 (Movement for the Survival of the Ogoni People, MOSOP) の創立者の一人で、当初は広報係を務め、のちに代表として、国際石油資本とりわけシェルの操業による環境汚染に、非暴力で反対した。1994年にはオゴニ民族生存運動と共にライト・ライブリフッド賞を、1995年にはゴールドマン環境賞を受賞している。
サロ＝ウィワは実業家として成功し、小説家・テレビプロデューサーとしても著名であった。よく知られた作品 Sozaboy: A Novel in Rotten English（ソザボーイ、少年兵）では、ビアフラ戦争で徴兵された先住民の村の少年を描いた。戦争中にはラゴスへと連邦側に逃れ、戦争日記を編集し直した On a Darkling Plain（暮れゆく大地）ではオゴニの対岸の石油積出港であるボニーの市長となった際の経験を綴った。彼の風刺ドラマ Basi & Co. はアフリカで最も視聴された昼ドラマだと言われている。
サロ＝ウィワは1970年代初頭にリバーズ州政府の教育長になったが、オゴニの自治を支持したために1973年に罷免された。1970年代後半には、彼は小売業と不動産業で成功し、1980年代はジャーナリストとしての著作とテレビの番組制作に集中した。
1990年、サロ＝ウィワらはオゴニの人々の権利を守るためにMOSOPを結成した。MOSOPの提起により、オゴニの自治の拡大、原油採掘による利益の適正な配分、オゴニランドの破壊された環境の原状回復、連邦政府での代表権、オゴニ諸言語に係る権利などを内容とするオゴニ人権宣言を、8月26日にボリで開かれたオゴニ人会議で全会一致で採択し、連邦政府に送った。同年10月、近くの別の先住民エチェが抗議行動の末に惨殺された。1992年にオゴニはUNPOに加盟した。サロ＝ウィワはババンギダ軍事政権により裁判もなく数ヶ月にわたり投獄された。
1993年1月にMOSOPは世界に彼らの民族の苦境を訴えるために、オゴニ人口の半数以上に当たる30万人がオゴニの4つの中心地を巡るという平和的行進を組織した。それを受け、シェルはオゴニでの操業を一時停止した。1993年6月にサロ＝ウィワは再び逮捕・投獄され、翌7月に解放された。
1994年5月、サロ＝ウィワは、親軍的とみなされていたオゴニの長老4人の殺人を教唆したとの嫌疑で逮捕・起訴された。サロ＝ウィワは嫌疑を否定したが、起訴もされずに1年以上収監された末、軍の特別法廷で死刑が言い渡された。この裁判は多くの人権団体から批判を受けた。
1995年11月10日、サロ＝ウィワと他の8人のMOSOPの指導者が、サニ・アバチャ軍事政権により絞首刑で処刑された。翌11日にニュージーランドで開始された英連邦の首脳会合でナイジェリアは資格停止とされた (アバチャの死後の1999年、再承認)。

## 邦訳作品
- 福島富士男 訳『ナイジェリアの獄中から』「処刑」されたオゴニ人作家、最後の手記 スリーエーネットワーク 1996年11月10日 ISBN 488319065X

## 著書
- Sozaboy: A Novel in rotten English, Saros Nigeria, 1985. Longman, April 18, 1995, ISBN 0582236991. Dtv, November 1, 1997, ISBN 3-423-12418-0.
- A Forest of Flowers, Saros Int. Pub. 1986
  - Die Sterne dort unten, 1986, ISBN 3-423-12334-6.
- The Singing Anthill: Ogoni Folk Tales, Saros Int. Pub., 1991, ISBN 1-870716-15-9.
- A Month and a Day : A Detention Diary, Penguin, 1995, ISBN 014025868X.
  - Flammen der Hölle: Nigeria und Shell; der schmutzige Krieg gegen die Ogoni, ISBN 3-499-13970-7.
  - 福島富士男 訳『ナイジェリアの獄中から』「処刑」されたオゴニ人作家、最後の手記 スリーエーネットワーク 1996年11月10日 ISBN 488319065X
- Lemonas Geschichte (Lemona's tale, 1996). ISBN 3-423-24175-6
- Second Letter to Ogoni Youth, Saros Int. Pub.
- The Ogoni Nation Today and Tomorrow, 1968, Ogoni Div. Union
- Ogoni Bill of Rights, Dez. 1991, Foreword
- A Shipload of Rice, Saros Int. Pub. 1990
- Adaku and other Stories, Saros Int. Pub. 1989
- Basi and Company: A modern African Folktale, Saros Int. Pub. 1987
- Basi and Company: Four Television Plays, Saros Int. Pub. 1988
- Bride for Mr. B., Saros Int und Saros Nigeria 1993
- Four Farcical Plays, Saros Int. Pub. 1989
- Genocide in Nigeria: The Ogoni Tragedy, Saros Nigeria 1992
- Mr. B. Saros Int. Pub. 1987
- Mr. B. again, Saros Int. Pub. 1989
- Mr. B. goes to Lagos, Saros Int. Pub. 1989
- Mr. B. is Dead, Saros Int. Pub. 1990
- Mr. B.´s Mattress, Saros Int. Pub. 1993
- Nigeria: The Brink of Disaster, Saros Int. Pub. 1991
- On a Darkling Plain: Account of the Nigerian Civil War, Saros Int. Pub. 1989
- Pita Dumbrok´s Prison, Saros Int. Pub. 1991
- Prisoners of Jebs, Saros Int. Pub. 1988
- Segi finds the Radio, Saros Int. Pub. 1991
- Similia: Essays on Anomic Nigeria, Saros Int. Pub. 1991
- Songs in a Time of War, Saros Nigeria 1985
- Transistor Radio, Saros Int. Pub. 1989

## 関連文献
- 望月克哉「ナイジェリア石油産出地域における社会運動の展開とその背景（文献レビュー）」重冨真一 編『開発と社会運動 先行研究の検討』調査研究報告書 アジア経済研究所 2007年。
- ニモ・アドルフ・バシー「資源の開発とコミュニティの苦難」資源開発と先住民族の権利  連続セミナーシリーズ 第3回「資源開発とCSR〜環境社会影響とその対策〜」地球・環境人間フォーラム、2008年3月12日。

## 脚註
1. ↑  『ナイジェリアの獄中から』p.82
2. ↑  About Us, Movement for the Survival of the Ogoni People, 2010年2月1日閲覧。
3. ↑  Ogoni Bill of Rights, MOSOP, 2010年2月1日閲覧。
4. ↑  ジョン・マクマートリー『病める資本主義』p.293, シュプリンガー・フェアラーク東京、2001年6月 ISBN 9784431709275
5. ↑  外務報道官談話「ナイジェリアにおける人権活動家等の処刑について」日本国外務省、平成7年11月13日。